# Neuroleon drosimus
Neuroleon drosimus är en insektsart som beskrevs av Navás 1912. Neuroleon drosimus ingår i släktet Neuroleon och familjen myrlejonsländor. Inga underarter finns listade i Catalogue of Life.